# Psychotria angustiflora
Psychotria angustiflora är en måreväxtart som beskrevs av Kurt Krause. Psychotria angustiflora ingår i släktet Psychotria och familjen måreväxter. Inga underarter finns listade i Catalogue of Life.